# Parque Marcus Pereira de Melo
O Parque Marcus Pereira de Melo é uma área protegida brasileira, localizada no bairro São Lucas, região leste de Belo Horizonte, e que possui uma área de 3,9 mil m² parcialmente cercada.